# Конте (Вале)
Конте (фр. Conthey) — місто  в Швейцарії в кантоні Вале, округ Конте.

## Географія
Місто розташоване на відстані близько 85 км на південь від Берна, 6 км на захід від Сьйона.
Конте має площу 84,9 км², з яких на 5,1% дозволяється будівництво (житлове та будівництво доріг), 23,3% використовуються в сільськогосподарських цілях, 26,3% зайнято лісами, 45,3% не є продуктивними (річки, льодовики або гори).

## Демографія
2019 року в місті мешкало 8837 осіб (+14,6% порівняно з 2010 роком), іноземців було 23,7%. Густота населення становила 104 осіб/км².
За віковим діапазоном населення розподілялося таким чином: 21,1% — особи молодші 20 років, 60% — особи у віці 20—64 років, 18,9% — особи у віці 65 років та старші. Було 3772 помешкань (у середньому 2,3 особи в помешканні).
Із загальної кількості 3877 працюючих 327 було зайнятих в первинному секторі, 656 — в обробній промисловості, 2894 — в галузі послуг.